# Transport en Albigeois
Comme dans la majorité des villes européennes, les transports à Albi sont dominés par l'automobile. La ville est bien desservie par le train, avec notamment des rames TER qui la relient à Toulouse, Rodez et Paris (par train Intercités). Mais aussi, un aérodrome dont le trafic « voyages d'affaires » et le plus dominant.

## Desserte routière
- Autoroute française A68
- Route nationale 88

## Desserte ferroviaire

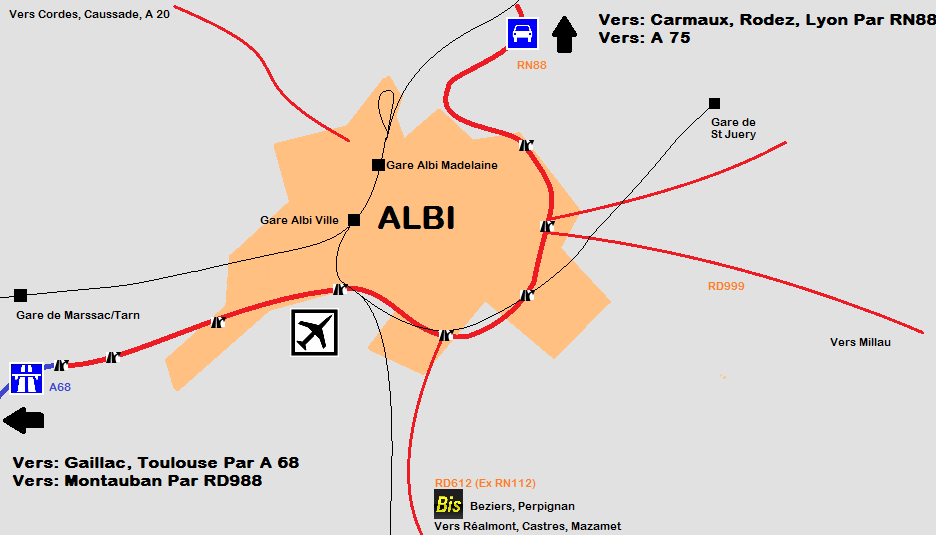
Maillage routier et ferroviaire albigeois

Liste des lignes ferroviaires desservant l'agglomération albigeoise:
- Castelnaudary à Rodez
- Tessonnières à Albi
- Albi à Saint-Juéry (Fret)

Les gares albigeoise desservent les gares de:
- Gare de Toulouse Matabiau
- Gare de Paris Austerlitz (par intercités)
- Gare de Carmaux et gare de Rodez
- Gare de Figeac.

## Transport en commun
- TarnBus Réseau de bus départementale
- Albibus Réseau de bus urbain albigeois